# Nami Nemoto
Nami Nemoto (jap. 根本奈美 Nemoto Nami; ur. 24 marca 1975 w Kamishihoro) – japońska łyżwiarka szybka, brązowa medalistka mistrzostw świata.

## Kariera
Pierwszy sukces w karierze Nami Nemoto osiągnęła w 1992 roku, kiedy zdobyła złoty medal w wieloboju podczas mistrzostw świata juniorów w Warszawie. Na rozgrywanych dwa lata później mistrzostwach świata juniorów w Berlinie była czwarta w tej samej konkurencji, przegrywając walkę o medal z Marianne Timmer z Holandii. Jedyny medal w kategorii seniorek zdobyła na rozgrywanych w 2005 roku dystansowych mistrzostwach świata w Inzell, gdzie wspólnie z Eriko Ishino i Maki Tabatą zajęła trzecie miejsce w drużynie. Indywidualnie najlepszy wynik osiągnęła na rozgrywanych w tym samym roku wielobojowych mistrzostwach świata w Moskwie, gdzie była dziewiąta. Tylko raz stanęła na podium indywidualnych zawodów Pucharu Świata – 29 stycznia 1999 roku w Berlinie była trzecia w biegu na 3000 m. Najlepsze rezultaty osiągała w sezonie 2001/2002, kiedy była dziewiąta w klasyfikacji końcowej 3000/5000 m. W 1998 roku wystartowała na igrzyskach olimpijskich w Nagano, zajmując 15. miejsce na dystansie 5000 m. Na rozgrywanych cztery lata później igrzyskach w Salt Lake City nie ukończyła rywalizacji na tym samym dystansie, a w biegu na 3000 m była osiemnasta. Brała też udział w igrzyskach olimpijskich w Turynie w 2006 roku, gdzie wspólnie z koleżankami z reprezentacji zajęła czwarte miejsce w drużynie, a indywidualnie zajęła 29. miejsce w biegu na 1500 m. W 2006 roku zakończyła karierę.